# Львівські ворота
Львівські ворота — західні ворота Старокиївської фортеці, побудовані на місці колишніх воріт давньоруської доби. Існували з 1654 до 1795 року в районі сучасної Львівської площі. Після 1795 року на місці Львівських воріт утворена Житомирська застава (з 1835 — Житомирські ворота).

## Історія

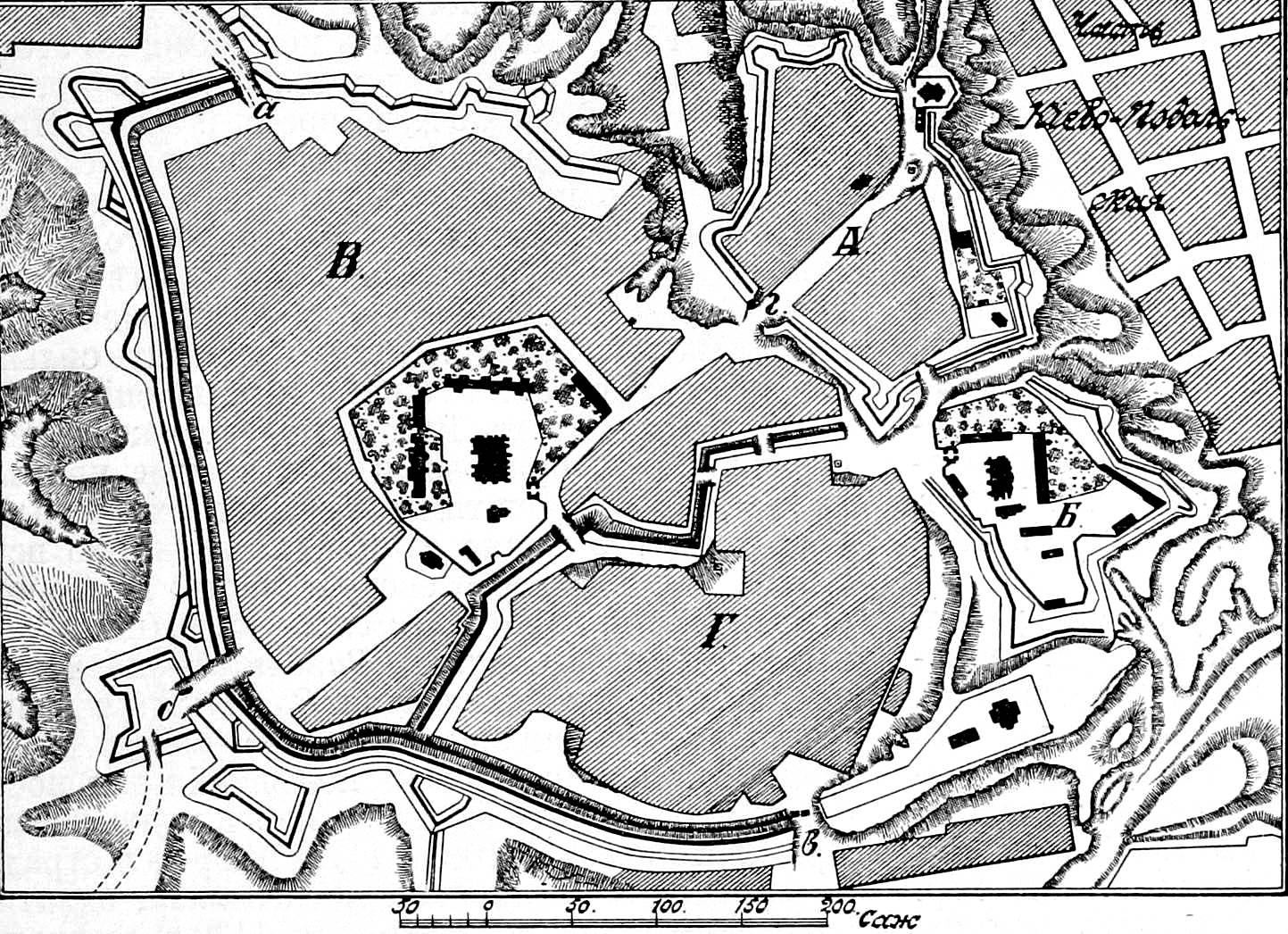
Старокиївська фортеця до 1706 року. Львівські ворота позначені літерою а (вверху ліворуч).

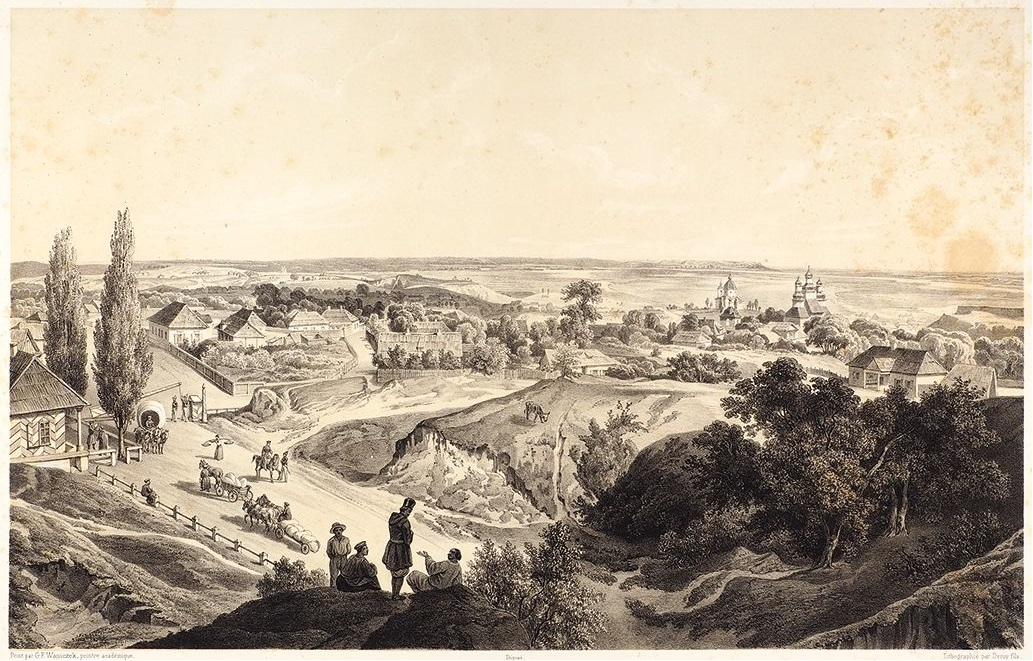
Житомирська застава на місці колишніх Львівських воріт. Літографія Г. Ф. Ванічека, 1858—1859 рр.

Одразу після Переяславської ради 1654 року, в січні, в Київ був присланий гарнизон московських військ на чолі з воєводами Федором Куракіним та Федором Волконським. Воєводи негайно почали будувати укріплення Верхнього міста, з використанням валів та ровів давньоруського часу. Фортеця, що отримала назву «Московський город» (з початку XVIII століття — Старокиївська фортеця), мала шість воріт, зокрема Львівські. Ворота мали вигляд дерев'яної вежи, яка була збудована на місці давньоруських воріт, які одни дослідники вважають Жидівськими воротами, інші — воротами з невідомою назвою, що стояли на схід від Жидівських (умовна назва — Західні). В давнину ці ворота сполучали між собою дві частини міста — «город Ярослава» та Копирів кінець.
1672 або в 1680-х роках, під час реконструкції фортеці, дерев'яна башта була замінена на укріплення бастіонного типу. Ворота прийняли вигляд проїзду скрізь вал, прикритий бастіоном. Тоді же (1673 року) ворота вперше згадуються в описі київських укріплень під назвою Львівських. Цю назву вони отримали, оскільки дорога від них вела у Львів. Після скасування Старокиївської фортеці у 1790-х роках, ворота 1795 року були знесені, ікона Божої Матері, що стояла на воротах, була перенесена до Стрітенської церкви.
На місці старих воріт утворена Житомирська застава, з 1835 року, згідно з М. Закревським — Житомирські ворота, ймовірно через скасування у цьому році, як про це писал П. Лебединцев у 1892 році, караулок зі шлагбаумами на місці Львівських і Печерських воріт. Однак, в книзі І. Фундуклея 1852 року, в експлікації к плану Києва, знов позначена Житомирська застава. Також на літографії Г. Ф. Ванічека, опублікованої у 1858—1859 роках, замальована Житомирська застава з караулкою та шлагбаумом. Згідно же з енциклопедичним довідником «Київ», Львівські (Житомирські) ворота, існували до середини XIX століття. Частина фортечних валів, що примикали к воротам, існувала до 1871—1873 років.
В середині XIX століття ворота розібрали й утворили площу. Спочатку вона називалася Сінною, оскільки тут розміщувався до 1958 року Сінний базар. 1869 року площа отримала назву Львівської. 1939 року площа знов отримала назву Сінна, з 1944 року знов Львівська, яка підтверджена 1959 року.
На честь історичних воріт названа станція метро «Львівська брама».